# جريج جوسوياك
جريج جوسوياك (بالإنجليزية: Greg Joswiak)‏، هو مدير تنفيذي أمريكي وهو نائب الرئيس الأول للتسويق العالمي في شركة أبل. حل محل فيل شيلر، الذي شغل المنصب في عام 2020. بصفته مسوقًا رئيسيًا للشركة، يشرف على تسويق أجهزة أي باد وأيفون وماك بوك والخدمات مثل أبل تي في +.

## الحياة المبكرة والمسيرة المهنية
تخرّج جوسوياك عام 1986 من جامعة ميشيغان بشهادة في هندسة الحاسوب. في يونيو من العام نفسه، انضم إلى شركة آبل، حيث عمل على أجهزة ماكنتوش المبكرة وقدم الدعم للمطورين الخارجيين على منصة ماك. شارك لاحقًا في أعمال التسويق الخاصة بأجهزة آي بود وآيفون وآيباد.